# Tillsammans
För andra betydelser, se Tillsammans (olika betydelser).
Tillsammans är en svensk-dansk-italiensk dramakomedifilm, skriven och regisserad av Lukas Moodysson, som hade svensk biopremiär den 25 augusti 2000. Filmen utspelar sig i bostadskollektivet "Tillsammans" i en förort till Stockholm under 1970-talet. Den skildrar en grupp människor som i kollektivet försöker leva tillsammans enligt socialistiska och feministiska ideal. Handlingen kretsar främst kring Elisabeth (spelad av Lisa Lindgren), som flyttar in i kollektivet med sina två barn efter att ha lämnat sin alkoholiserade make Rolf (spelad av Michael Nyqvist). I kollektivet möter de en mångfald av rollfigurer med sina egna utmaningar och drömmar, inklusive Elisabeths bror Göran (spelad av Gustaf Hammarsten), som är kollektivets snälla men konflikträdda ledare, samtidigt som Rolf försöker bättra sig själv för att kunna vinna tillbaka sin familj.
Lukas Moodysson skapade Tillsammans med inspiration från olika källor, såsom konstutställningen Hjärtat sitter till vänster (1998), tv-serien Hammarkullen (1997) och Jarl Hammarbergs dokumentära bok Mina kvinnor, min storfamilj (1972), för att skildra kollektivrörelsens komplexitet och ideal under 1970-talets Sverige. Han ville med filmen belysa både positiva och negativa aspekter av kollektivboende, betona vikten av kompromiss och gemenskap, och presentera en mångfacetterad bild av människor och deras motsägelsefullhet. Han anlitade konstnären Carl Johan De Geer för att med hans hjälp kunna skapa en autentisk kollektivmiljö för filmen, vilket inkluderade att hitta och inreda ett slitet hus i Trollhättan som inspelningsplats. Filmen spelades in mellan oktober och december 1999 i Trollhättan och producerades av Memfis Film i samproduktion med Film i Väst, Zentropa, Key Films och Sveriges Television.
Tillsammans fick ett övervägande positivt mottagande av recensenter, vilka hyllade dess skildring av 1970-talets kollektivistiska liv, dess balansering av humor och dramatik samt dess välskrivna manus och starka skådespelarinsatser. Den blev 2000 års mest sedda biofilm i Sverige. År 2023 gjorde Moodysson en uppföljare till filmen, under namnet Tillsammans 99.

## Handling

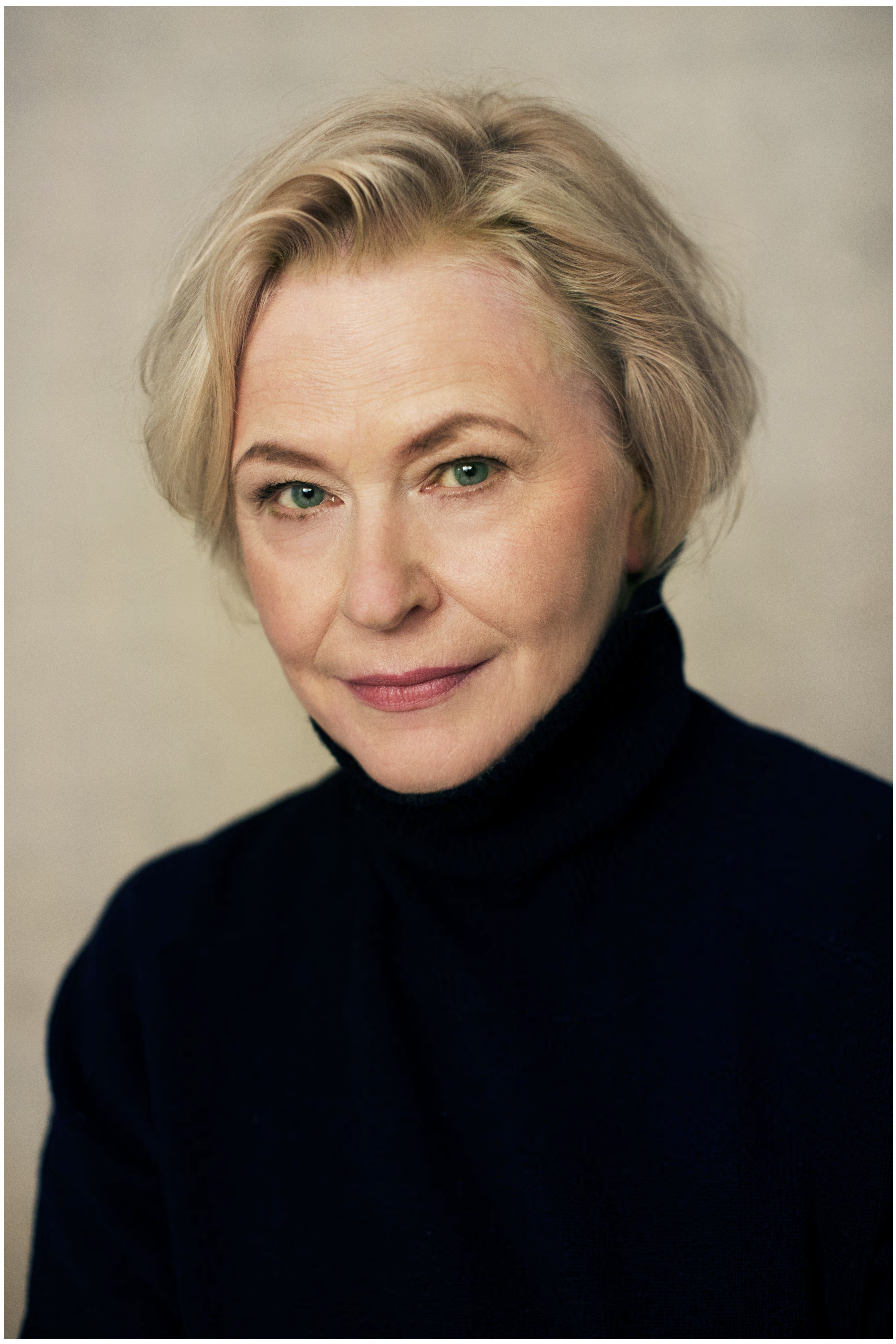
Lisa Lindgren (2024) spelade huvudrollen som Elisabeth, som blev hennes första filmroll.

Filmen inleds under en novemberkväll 1975, när ett bostadskollektiv i en Stockholmsförort firar nyheten om Spaniens diktator Francos död. I detta kollektiv bor Göran, som samma kväll får ett telefonsamtal från sin storasyster Elisabeth från Hägersten. Hon meddelar att hon vill lämna sin make Rolf, som precis har slagit henne under alkoholpåverkan. Nästa dag flyttar Elisabeth och hennes barn Eva och Stefan in i Görans kollektiv, som heter "Tillsammans". Den består av olika hippies och fritänkare som försöker leva tillsammans enligt socialistiska och feministiska ideal. Rolf blir mycket förtvivlad över detta och i ett ilsket telefonsamtal skyller han på Göran för att han och hans "kommunistkompisar" har splittrat hans familj.
Göran är formellt sett ledaren för kollektivet, men han är alltför snäll och altruistisk för att verkligen kunna hävda sig. Han har en öppen relation med flickvännen Lena, som själv känner sig mer attraherad av rumskamraten Erik, som är politiskt verksam i Kommunistiska förbundet marxist-leninisterna. Efter ett samlag med Erik skryter Lena för Göran om sin första orgasm som Erik gett henne. I kollektivet bor också Anna och Lasse, som båda har separerat och ständigt bråkar med varandra, men som fortfarande bor ihop med sin son Tet (döpt efter Têtoffensiven). Anna har under terapi upptäckt att hon är lesbisk. Medan Anna försöker göra Elisabeth intresserad av henne och delar med sig av sina feministiska tankar, försöker Lasse undvika sin homosexuelle rumskamrat Klas inviter. Klas är öppet förälskad i Lasse. Kollektivet kompletteras av miljövännerna Signe och Sigvard och deras son Måne.
Eva och Stefan vantrivs i det dysfunktionella kollektivet och dess strikta regler. De får till exempel bara äta vegetarisk mat och de får inte leka med krigsleksaker, dricka Coca-Cola, läsa Pippi Långstrump eller se på TV. Stefan gör flera misslyckade försök med att ta kontakt med sin alkoholiserade pappa. Han finner tröst hos Tet genom att de båda leker med krigsleksaker och gör tortyrlekar inspirerade av diktatorn Pinochet. Den extremt blyga 13-åriga Eva är till en början överväldigad av kollektivet, men hon blir snart vän med den lika blyga 14-årige pojken Fredrik. Fredrik lever själv på andra sidan gatan hos sina borgerliga föräldrar Ragnar och Margit, som båda inte vill att Fredrik ska umgås med kollektivet.
Under tiden försöker Rolf ta kontakt med sin familj, men hans alkoholproblem skapar ständiga misslyckanden. Vid ett sådant tillfälle, när han under alkoholpåverkan bjuder sina barn till middag i en kinarestaurang, slutar det med att han hamnar i arresten efter att han startat ett slagsmål med restaurangpersonalen. Detta missöde leder till att Rolf blir avvisad i sina telefonsamtal med både Elisabeth och Eva, vilket gör att han slutligen bestämmer sig för att sluta dricka. Samtidigt har Elisabeths och barnens vistelse lett till flera förändringar i kollektivet. Genom Elisabeths kompromisser med Göran och protester från både Stefan och Tet, börjar kollektivet att äta kött på sina middagar, och Göran införskaffar en begagnad TV. Signe och Sigvard beslutar sig då för att flytta ut med Måne och söka sin lycka i kollektivet "Moder Jord". Även Erik väljer att lämna kollektivet, efter att han upptäckt att medlemmarna inte alls delar hans politiska engagemang, och beslutar sig för att gå med i Baader-Meinhof-ligan. Lena blir uppgiven över detta och under alkoholpåverkan börjar hon i stället flirta och ge en kyss till den minderårige Fredrik. Elisabeth har sedan ett allvarligt samtal med Göran om att han borde lämna Lena.
Efter flera besök hos den äldre, ensamme mannen Birger, som varit frånskild i flera år, blir Rolf varse om sina tidigare misstag. Under julaftonskvällen tar han Birgers hjälp med att besöka kollektivet. Rolf försöker vinna tillbaka Elisabeths och barnens kärlek med julklappar och löften, men Elisabeth fortsätter att avvisa honom. Inspirerad av detta beslutar Göran att handgripligen kasta ut Lena från kollektivet. Under natten smälter slutligen Elisabeths hjärta för Rolf, och båda försonas när han accepterar hennes beslut om att hon inte längre vill vara en simpel hemmafru. Resten av kollektivet börjar komma bättre överens och även Anna och Lasse försonas. Lasse låter sig övertalas av Klas till att ha samlag med varandra och de blir slutligen tillsammans. Anna hittar i sin tur en ny potentiell partner i Fredriks mor Margit, som lämnat sin make efter att hon upptäckt att han inte längre är intresserad av henne. Filmen slutar under juldagsmorgonen med att hela kollektivet, inklusive Rolf, Margit och Birger, spelar en glädjefylld fotbollsmatch, där Elisabeth och Rolf delar en kyss.

## Rollista i urval

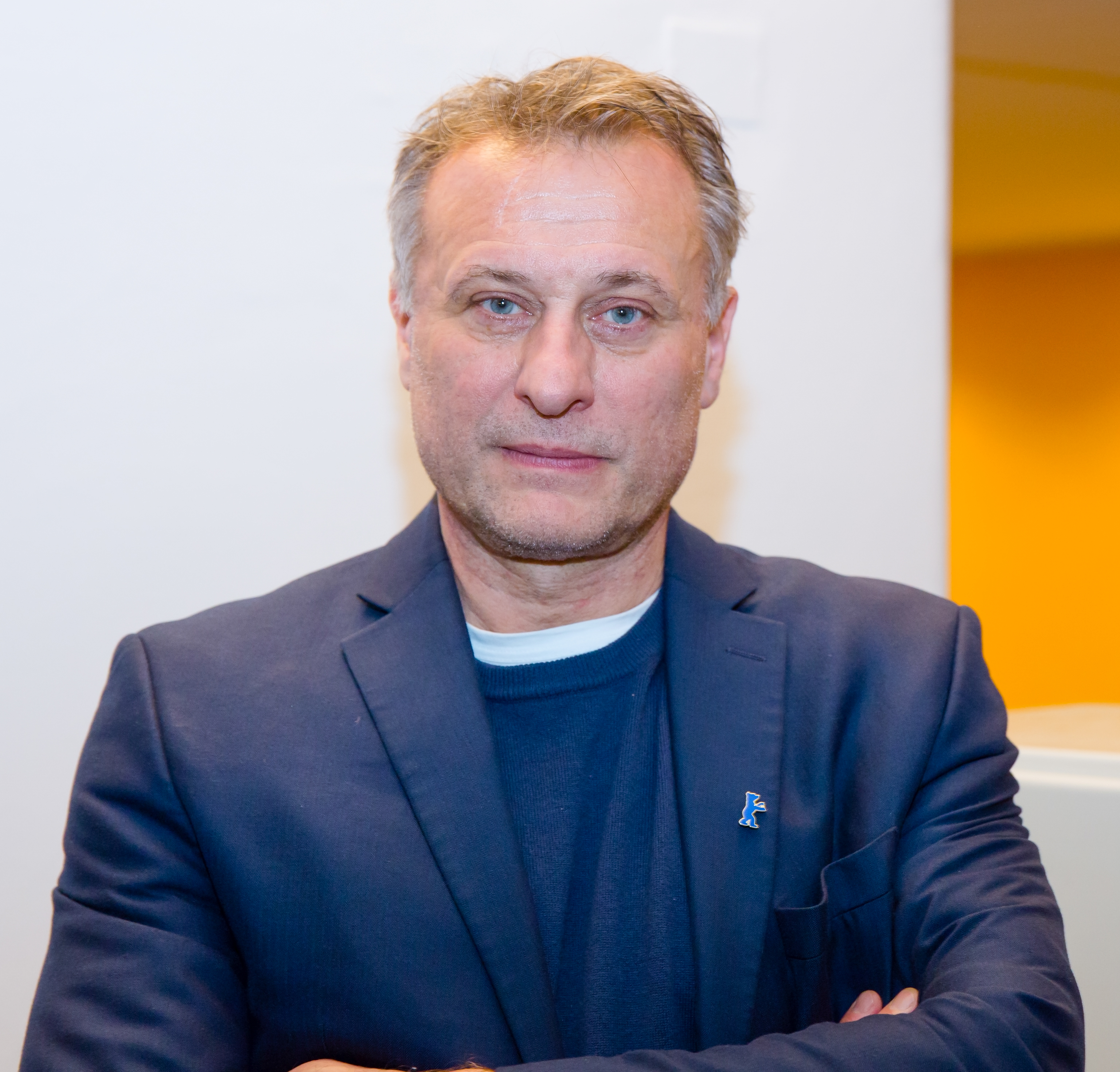
Michael Nyqvist (2016) spelade en av birollerna som den alkoholiserade pappan Rolf. Filmkritikern Jan Lumholdt kallade Nyqvists prestation för den bästa i hans filmkarriär.

Följande skådespelare medverkar i filmen:
| Lisa Lindgren      | – Elisabeth |
| Michael Nyqvist    | – Rolf      |
| Gustaf Hammarsten  | – Göran     |
| Anja Lundqvist     | – Lena      |
| Jessica Liedberg   | – Anna      |
| Ola Rapace         | – Lasse     |
| Shanti Roney       | – Klas      |
| Sam Kessel         | – Stefan    |
| Emma Samuelsson    | – Eva       |
| Lars Frode         | – Sigvard   |
| Cecilia Frode      | – Signe     |
| Henrik Lundström   | – Fredrik   |
| Thérèse Brunnander | – Margit    |
| Claes Hartelius    | – Ragnar    |
| Olle Sarri         | – Erik      |
| Axel Zuber         | – Tet       |
| Sten Ljunggren     | – Birger    |
| Emil Moodysson     | – Måne      |

## Produktion

### Bakgrund

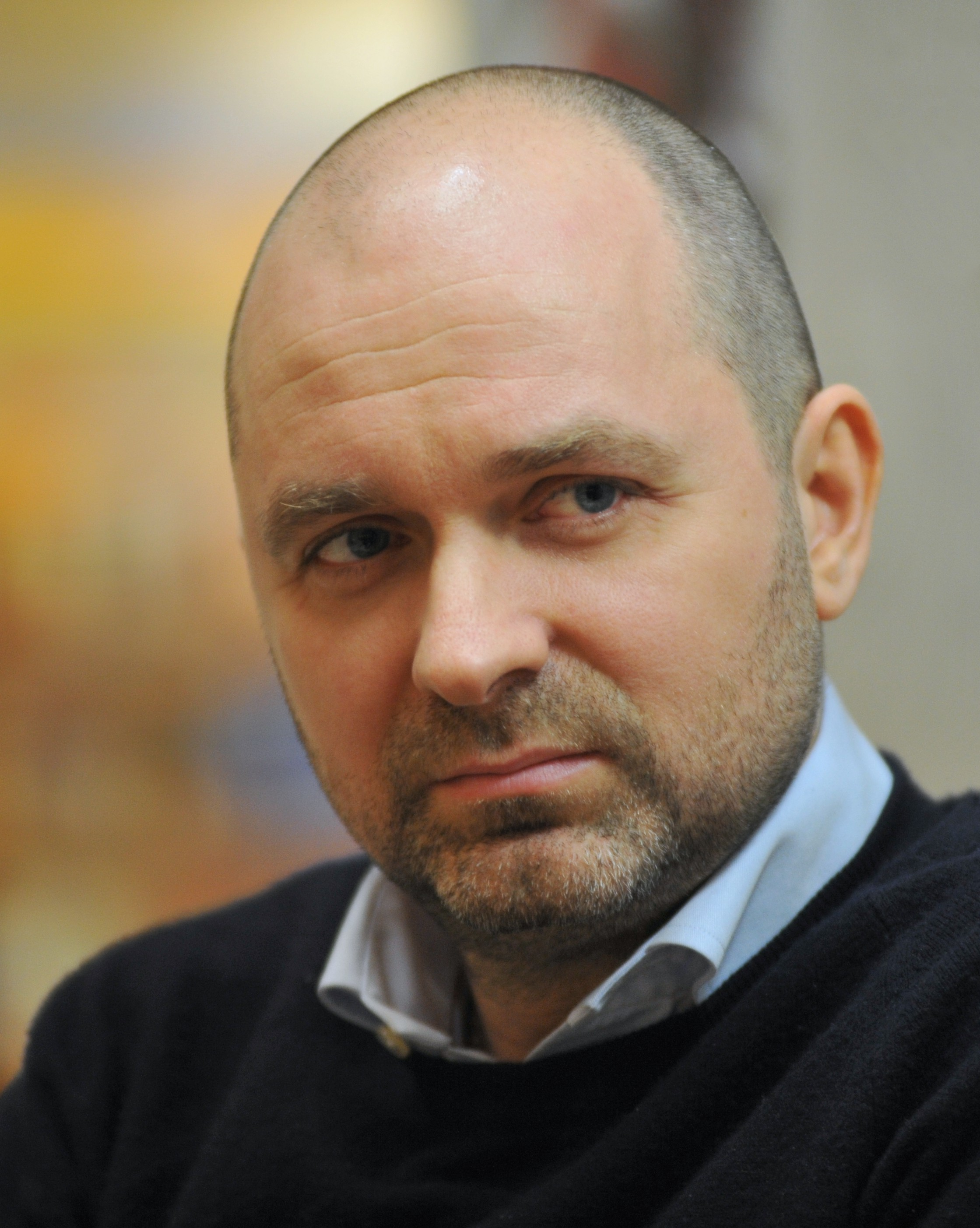
Regissören och manusförfattaren Lukas Moodysson (2011).

Regissören och manusförfattaren Lukas Moodysson fick idén till Tillsammans i samband med att han besökte en konstutställning. I mars 1998 var han och hans hustru Coco Moodysson i Göteborgs konstmuseum, som hade utställningen Hjärtat sitter till vänster som var en sammanställning av svensk politisk konst från åren 1964–1974, vilket inkluderade konstverk från bland andra Peter Dahl, Anna Sjödahl och Lena Svedberg. Ett av konstverken på utställningen visade ett 1970-talskollektiv, vilken Moodysson senare diskuterade om flitigt med Coco. Båda blev helt tagna av utställningen, som visade den kraft, humor och engagemang som fanns i 1960- och 1970-talets konst och gav dem en ny syn på deras föräldrars generation. Moodysson kommenterade att "det är svårt att säga exakt vad det var och varför, men jag tror att det hade att göra med att 70-talet var en slags klyscha för mig. Jag skulle aldrig ha kommit på tanken att göra en film om 70-talet, men när jag såg den där utställningen, då var det så mycket liv och helt andra saker än jag hade förväntat mig. Och det satte helt enkelt igång min fantasi."
Sedermera beslutade sig Moodysson för att göra en film om hans föräldrars generation, om en tid där han själv var ett ungt barn. Då han samtidigt var upptagen med att spela in sin debutfilm Fucking Åmål (1998) fick han avvakta med produktionen. Under arbetet med Fucking Åmål bar han med sig konstnären och formgivaren Carl Johan De Geers fotobok Med kameran som tröst (1980), som skildrar "åren i den samhällsomstörtande konstens tjänst". Om boken kommenterade Moodysson: "Jag plockade fram den varje gång vi hade skittråkigt och jobbigt. Jag sade: nästa gång gör vi nåt bra. Nästa gång gör vi en 70-talsfilm. Då ska vi ha med människor med skägg." Moodysson reflekterade att han själv kommer från en arbetarbakgrund där hans föräldrar, trots att de varken hade bott i ett kollektiv eller var särskilt alternativa i sin livsstil, påverkades av vänsterrörelsen. Han påpekar också att möjligheterna för människor från arbetarklassen att avancera socialt och ekonomiskt var större på 1960- och 1970-talet än vad de är i dagens Sverige. Han ville att Tillsammans, till skillnad från ungdomsfilmen Fucking Åmål, skulle vara "en vuxenfilm i den betydelsen att det är fler vuxna skådespelare än barn och ungdomar." En annan inspirationskälla för honom var när han en dag befann sig i en stor folkmassa i en festival. Han hade tidigare ogillat att vara i sådana miljöer, men den här gången kände han plötsligt att det var en fantastisk upplevelse, som fick honom att reflektera över behovet av att vara en del av en gemenskap. Han insåg att man inte kan överleva utanför gemenskapen och att man måste vara med andra människor. Detta blev en symbolisk grund för filmen, som handlar om att hantera behovet av att tillhöra en grupp.
| ” | En av anledningarna till att jag gjorde Tillsammans var att jag ville göra en film med människor som hade skägg, eftersom jag tyckte att skägg var så himla lustiga. Det var för mig lika viktigt som de tankar jag hade om hur vi lever tillsammans, lika viktigt som alla mina föreställningar om hur människor levde när jag var barn, vad de tänkte på och vad de gjorde. Jag dras också till saker som är problematiska. Jag tror att jag alltid behöver känna att "det här kommer jag inte klara av" eller "det här kan jag inte". Fucking Åmål kändes som en otroligt dålig idé, rent av olämpligt, för en vuxen man att göra en film om tonårsflickor. På samma sätt var det med Tillsammans, där jag kände ett motstånd mot att göra en kostymfilm, och att inte kunna gå ut på gatan och filma eftersom det skulle vara fel med alla bilarna. | „ |

Tillsammans producerades av produktionsbolaget Memfis Film, med Lars Jönsson som producent och Anna Anthony som biträdande producent. Den samproducerades med produktionsbolaget Film i Väst, det danska produktionsbolaget Zentropa (med Peter Aalbæk Jensen som medproducent), Sveriges Televisions avdelning SVT Drama Göteborg och det italienska produtionsbolaget Key Films (med Kermit Smith som medproducent). Filmens budget uppgick till 17 miljoner kronor. Den tilldelades produktionsstöd från Svenska Filminstitutet (med Mats Arehn som filmkonsulent), Danska filminstitutet (med Mikael Olsen som filmkonsulent), Nordisk Film- & TV-Fond och TV 1000 Sverige AB. Moodysson var regissör och manusförfattare. I filmteamet ingick Malin Fornander som regiassistent och scripta, Malte Forssell som linjeproducent, Malini Ahlberg som produktionsledare, Ulf Brantås som filmfotograf och Michał Leszczyłowski och Fredrik Abrahamsen som klippare. Moodysson anlitade även Carl Johan De Geer personligen som scenograf. Då De Geer ansågs vara en av de drivande krafterna inom den svenska 1970-talsestetiken, ville Moodysson ha hans hjälp med att skapa en autentisk kollektivmiljö till filmen. De Geer hade Josefin Åsberg som scenografiassistent.
Moodysson medgav att han under projektet kände press på att leva upp till hans debutfilm Fucking Åmål, som efter dess premiär blev en stor kritisk och kommersiell succé både i Sverige och internationellt. Han kommenterade att han "är övertygad om att den här filmen (Tillsammans) inte kommer bli en motsvarande succé. Jag är införstådd med att det troligen kommer att bli en mindre populär film." Efteråt har han kommenterat att han kände mindre press efter att ha bevisat att han inte var en "one-hit-wonder" och att han använde kritik som drivkraft för sitt fortsatta arbete. Under hela projektet rådslog han med sin hustru Coco, som han såg som "den människa jag litar mest på i hela världen. Coco ser inte riktigt lika allvarligt på det här som jag och kan därför ta ett steg tillbaka från problemen och ge mig nya infallsvinklar."

### Manus
"Jag skulle gärna se att (en) ny sån rörelse växte fram i dag. Jag tycker det var synd att det gick så fel med något som hade så många bra beståndsdelar. Man glömde till exempel bort att bjuda in dem som nu bjuds in i slutet av filmen. De som gillade ABBA, grannarna och ensamme Birger. Och när man skulle stoppa schlagerfestivalen, så förstod man inte att de man slog på inte var storkapitalet och skivbolagen, utan vanligt folk som gillade trevliga melodier. Och den sprickan som uppstår då går inte att laga hur lätt som helst. Filmen handlar mycket om barnen. De kom i kläm och ingen lyssnade på dem. Det är något som kommer fram vem jag än pratar med om den här tiden. Nästan alla har exempel på hur det inte drogs gränser mellan barn och vuxna i sexuella sammanhang. Det är så många barn som fått ligga i sin säng och låtsats sova när det på en fest kommit in någon och knullat i samma rum. Det låg i tidsandan att det var okej, de här människorna var inga skurkar. De fick bara för sig att man skulle inviga barnen i sexualiteten, men det gjordes alldeles för tidigt och alldeles fel."
Moodysson inledde filmprojektet genom att skriva ett femtio sidor långt narrativ med spridda tankar som han sedan skickade till Lars Jönsson. I dialog med Jönsson gjorde Moodysson ett flertal revisioner innan den slutgiltiga manusversionen färdigställdes mitt under arbetet med filminspelningen. Bortsett från konstutställningen Hjärtat sitter till vänster fick Moodysson inspiration för filmen av poeten och konstnären Jarl Hammarbergs dokumentära bok Mina kvinnor, min storfamilj (1972). Boken skildrar tiden då Hammarberg startade och bodde i kollektivet Vita Hästen i Bromma, tillsammans med bland andra Kristina Lugn och Lars Hillersberg. Moodysson fick även inspiration av författaren Peter Birros tv-serie Hammarkullen (1997), där han upptäckte den bredd av åsikter som fanns inom vänsterrörelsen, alltifrån stöd för homosexuella till militant kommunism. Moodysson ville fånga denna komplexitet i Tillsammans och belysa 1970-talets experimentella och ifrågasättande anda, trots att han inte alltid delade dessa åsikter. Han strävade efter att skapa en film som skulle utmana sina tittare och få dem att överväga olika moraliska och etiska dilemman, utan att nödvändigtvis behöva hitta tydliga svar.
Moodysson erkände att Tillsammans har vissa inslag från hans egen barndom på 1970-talet, även om den inte är självbiografisk och att han själv saknade egna erfarenheter av kollektivboende. Han ansåg dock att det var fördelaktigt att inte ha vuxit upp i ett kollektiv själv, eftersom det gav honom en viss distans till ämnet och tillät honom att få fram ett annat slags autenticitet. Inför manusarbetet har han samtalat med personer som har bott i kollektiv när de var unga vuxna eller barn under 1970-talet, inklusive några av hans tidigare klasskamrater från grundskolan. Han kommenterade sin egen exponering av 1970-talets politik under sin barndom, inklusive att han hade besökt ett kollektiv i närheten av hans barndomshem i Åkarp: "Jag var där några gånger. Och det är klart att jag var på sånt som Folkfesten i Malmö och Mikael Wiehe-konserter. Man skulle kasta tennisbollar på Pinochet och sånt. Och några första maj-tåg har jag väl gått i, men vår familj var inte jättepolitiskt engagerade."
Tillsammans skulle varken vara en uppgörelse med Moodyssons egen barndom eller att den skulle förlöjliga decenniet. Han ville i stället uttrycka både kärlek och stark sympati för människorna från den tiden, och betonade samtidigt vikten av att leva tillsammans och att förstå att människor är produkter av sina omgivningar, snarare än enbart individer. Han betonade också att människors beslut och känslor oftast är komplexa och inte alltid kan kategoriseras som antingen äkta passion eller nyckfullt experimenterande. Han framhåller att filmens rollfigurer Anna och Lasse båda genomgår ärliga och personliga sökande efter identitet och kärlek, även om deras vägval kan verka motsägelsefulla eller oväntade. Då han själv beskrev sig som romantiker, menade han att kärlek kan uppstå i de mest oväntade situationer när allt faller på plats. Bland filmens rollfigurer identifierade han sig delvis både med den argsinte och politiske Erik och den kompromissvillige Göran.
Moodysson ville belysa både de positiva och negativa aspekterna av kollektivrörelsen, särskilt hur idealism kan kollidera med verkligheten och hindra dem från att påverka samhället. Han kritiserade rörelsens fundamentalism och dogmatiska regler och menade att deras avståndstagande från populärkultur, såsom popgruppen Abba, alienerade dem från den arbetarklass de försökte påverka och att en mer öppen attityd skulle ha gett dem större potential att åstadkomma förändring. Vidare såg han paralleller mellan 1970-talets ideologiska fundamentalism och dagens individualism och egoism. Han påpekade att vissa negativa aspekter av 1970-talsfundamentalismen, såsom "militant veganism", fortfarande existerar i 2000-talets Sverige. Filmen har en politisk ton riktad mot vänstern, där han uppmanar till att inte göra samma misstag som tidigare genom att vara fundamentalistiska eller sekteristiska. Genom filmen ville han förmedla ett budskap om att omfamna mångfald och att försöka förändra saker utan att vara dogmatisk.
| ” | Kollektivet blir mer normalt, men den blir också mindre hårdför och fundamentalistisk. Folk har sagt att jag försvarar borgerligheten, men känner man sig nära något så är det viktigt att kritisera det. Jag sympatiserar verkligen med deras experiment, men de gjorde också flera misstag – misstag som folk fortfarande gör i alternativa vänsterkretsar." | „ |

Moodysson ville även visa kollektivrörelsens negativa sidor ur en kritisk synvinkel, som kunde tolkas på olika sätt beroende på personliga och politiska perspektiv. Kompromissens betydelse skulle framhävas i filmen och visa hur kollektivets medlemmar, genom att överge sina fundamentalistiska åsikter, når en form av försoning och gemenskap under filmens gång. Han förklarade att filmen inte bara skulle utgöra en kritik av 1970-talets alternativa levnadsformer för människorna från den tiden, utan att den också skulle vara en nyanserad och humoristisk skildring av deras ideal och brister. Således hyste han en viss sympati för rollfigurernas ideal och utopiska drömmar, vilket gjorde det svårt för honom att kritisera dem hårt. Hans ursprungliga avsikt var att skapa en seriös allegori om mänsklig samhörighet, men slutresultatet blev i stället mer eller mindre komiska situationer, där vissa situationer uppfattades tydligare av andra människor än av honom själv.
Vidare ville han att filmen skulle skildras till stor del ur barnens perspektiv. När han påbörjade projektet föreställde han sig en kaotisk film med vuxna rollfigurer som skulle dominera handlingen, och ville därför undvika att sätta barn i en sådan miljö där vuxna skulle springa omkring nakna i kollektivhuset. Men under arbetets gång blev barnen alltmer en del av berättelsen och deras perspektiv blev till slut en av de mest centrala delarna av filmen. Moodysson lyfte fram hur barn kom i kläm under denna tid, särskilt i sexuella sammanhang, där gränser mellan barn och vuxna ofta suddades ut på ett olämpligt sätt. Denna brist på gränser resulterade i att barn tvingades hantera vuxnas sexuella aktiviteter utan att förstå eller vara redo för det, vilket speglade en av kollektivrörelsens stora brister och missförstånd. Moodysson ville se saker ur minst två olika perspektiv för att skapa en mångfacetterad bild av hur olika personer uppfattar samma händelser i filmen. Han ansåg att filmmediet är utmärkt för att visa människors goda och dåliga sidor samt deras motsägelsefullhet.
Moodysson valde att till Tillsammans tillägga ett antal referenser och rollfigurer från hans tidigare filmer. En av de främsta tilläggen är rollfiguren Birger (spelad av Sten Ljunggren), som tidigare har framträtt i kortfilmen Bara prata lite (1996). Kortfilmen skildrar den ensamme ungkarlen Birger, som får besök av Hare Krishna-anhängaren Mahapadu (spelad av Cecilia Frode). När hon vill gå igen klarar han inte av att bli lämnad och slår av misstag ihjäl henne. Under manusförfattandet av Tillsammans kommenterade Moodysson att han "inte kunde lämna den här mannen på det sättet. På sätt och vis blev det en vändpunkt för mig i mitt filmande, eftersom det var då jag bestämde mig för att ha lyckliga slut. När jag skrev Tillsammans sökte jag därför något slags upprättelse åt Birger." Vid en scen i filmen, när pojkarna Stefan och Tet köper varmkorvar vid en korvkiosk, dyker ett gäng tonårspojkar upp med sina mopeder vid kiosken, som spelas av flera skådespelare som tidigare medverkat i Fucking Åmål. En annan scen på en kinarestaurang har stora likheter med Moodyssons examensfilm En uppgörelse i den undre världen (1995), som utspelar sig i en kinarestaurang.
Ett antal scener och rollfigurer var Moodysson tvungen att stryka från sitt manus. Exempelvis skulle hela kollektivet i en scen resa till Båstad för att delta i Stoppa matchen-demonstrationen den 20 september 1975. Bland borttagna rollfigurer fanns en Säpoinfiltratör, en galen konstnärinna och en vilsen, gravid 18-årig kvinna som inte visste vem som var pappan till hennes barn. Den gravida kvinnan skulle ha spelats av Rebecka Liljeberg, som tidigare spelade rollen som Agnes i Fucking Åmål.

### Rollsättning
Urvalet av skådespelare gjordes av Moodysson tillsammans med rollsättarna Maggie Widstrand och Imor Hermann. Rollsättningen skedde under sommaren 1999. Moodysson sökte specifikt efter vuxna skådespelare som själva haft sin uppväxt på 1970-talet eller på ett kollektiv: "Man kan tycka att jag är för ung för att göra en film om 70-talet, därför var det skönt när folk som verkligen var med bekräftade: så här var det." Filmfotografen Brantås kommenterade att de vuxna skådespelarna i filmen "hade någon slags upplevelse. Alla hade den bakgrunden och hatade hippiekollektivet, så det var en konstig motreaktion när det kom till vad de skulle göra (i filmen). De spelade faktiskt sina egna föräldrar. Det var intressant."
Teaterskådespelaren Lisa Lindgren tilldelades huvudrollen som Elisabeth, som blev hennes första filmroll. Lindgren har själv delvis växt upp i ett hippiekollektiv under 1970-talet och hon kommenterade att "man känner mycket nostalgi inför det årtiondet. Vi är ju en generation som växte upp på 70-talet som är vuxna nu, så det är väl ganska naturligt att vi ser filmer som speglar den tiden." Under 2023 såg Lindgren tillbaka på arbetet som "den absolut bästa filmen jag har varit med i. Den är fantastisk och har betytt jätte, jätte, jättemycket för den respekt jag har fått i mitt yrke." Michael Nyqvist tilldelades rollen som Elisabeths alkoholiserade make Rolf, vilket blev hans genombrott som skådespelare.
Teaterskådespelaren Gustaf Hammarsten tilldelades rollen som kollektivets ledare Göran. Filmrecensenten Anthony Lane beskrev rollfiguren som "en sorts Thor Heyerdahl utan äventyrsanda: (han har ett) rostbrunt skägg, ett avlångt ansikte och ett så mjukt uppträdande att man skulle kunna köra över honom och han skulle be om ursäkt för att han råkade hamna i vägen för din Volvo." Då Hammarsten tidigare sällan arbetade med film kommenterade Hammarsten att "för mig var det att komma in i filmvärlden." Den blev efteråt Hammarstens största publika genombrott och han beskrev inspelningen som "en jätterolig tid och ett jätteroligt sammanhang", även om han också var "trött på att bli hopkopplad med rollen som Göran". Hammarstens sambo Jessica Liedberg fick rollen som Anna, och kommenterade att hon "ville göra just den rollen därför att den var så bra skriven". Liedberg upplevde en personlig koppling till sin roll, då hon själv under 1970-talet levde med skilda föräldrar: "Så på ett sätt var det nästan som att man spelade sina föräldrar i den här filmen. Så var det för många av oss i filmen. Även om jag vet att min mamma aldrig var inne i sånt." Ola Rapace fick rollen som Annas frånskilde make Lasse. Anja Lundqvist, som precis blivit utexaminerad vid Teaterhögskolan i Stockholm, tilldelades rollen som Görans flickvän Lena. Den blev hennes första filmroll och beskrev det som en dröm som slog in, då hon länge velat arbeta med Moodysson sedan hon besökte premiären av Fucking Åmål. Lundqvist har vid senare tid betraktat Lena som sin favoritroll som skådespelare, och beskrev rollfiguren som "ett naturbarn som inte har vuxit upp. Hon är väldigt omogen [...] och hänsynslös." Shanti Roney, som under sin barndom vuxit upp i ett konstnärskollektiv utanför Hässleholm, fick rollen som Klas. Shanti förklarade att till skillnad från hans tidigare kollektiv var kollektivmedlemmarna i filmen "mer städade än vi var". Olle Sarri tilldelades rollen som Erik, som han beskrev som en enstöring. Han beskrev inspelningsperioden som "fantastiskt roligt då med, även om jag bara hade fyra inspelningsdagar. Jag var avundsjuk på resten av gänget som hängde ihop, levde ihop."
Hundratals ungdomar i åldrarna 8 till 16 år provfilmade för filmens barnroller i biografen Olympia i Stockholm. Ungdomarna hade blandade erfarenheter inom skådespeleri och var samtliga fans av filmen Fucking Åmål. Bland de sökande utvaldes Sam Kessel och Emma Samuelsson till att spela rollerna som Elisabeths och Rolfs barn Stefan respektive Eva, medan Axel Zuber fick rollen som Annas och Lasses son Tet. Den femtonårige Henrik Lundström utvaldes till att spela rollen som Evas kompis Fredrik. Under 2023 kommenterade Lundström att "det är väl klart att det är svårt att säga någonting annat än att den (Tillsammans) har betytt jättemycket." Thérèse Brunnander och Claes Hartelius tilldelades rollerna som Fredriks föräldrar Margit respektive Ragnar.
Både Sten Ljunggren och Cecilia Frode, som tidigare medverkade i Moodyssons kortfilm Bara prata lite, fick båda roller i filmen. Medan Ljunggren återspelade sin tidigare rollfigur från Bara prata lite, enstöringen Birger, fick Frode rollen som kollektivmedlemmen Signe. Cecilias bror Lars Frode tilldelades rollen som Signes make Sigvard, medan Moodysson gav sin fyraårige son Emil Moodysson rollen som Signes och Sigvards son Måne. Skådespelarna Mats Blomgren, Stefan Gödicke, Karin Stigsdotter och Jasmine Heikura har icke-namngivna biroller i filmen.

### Förproduktion

#### Scenografi

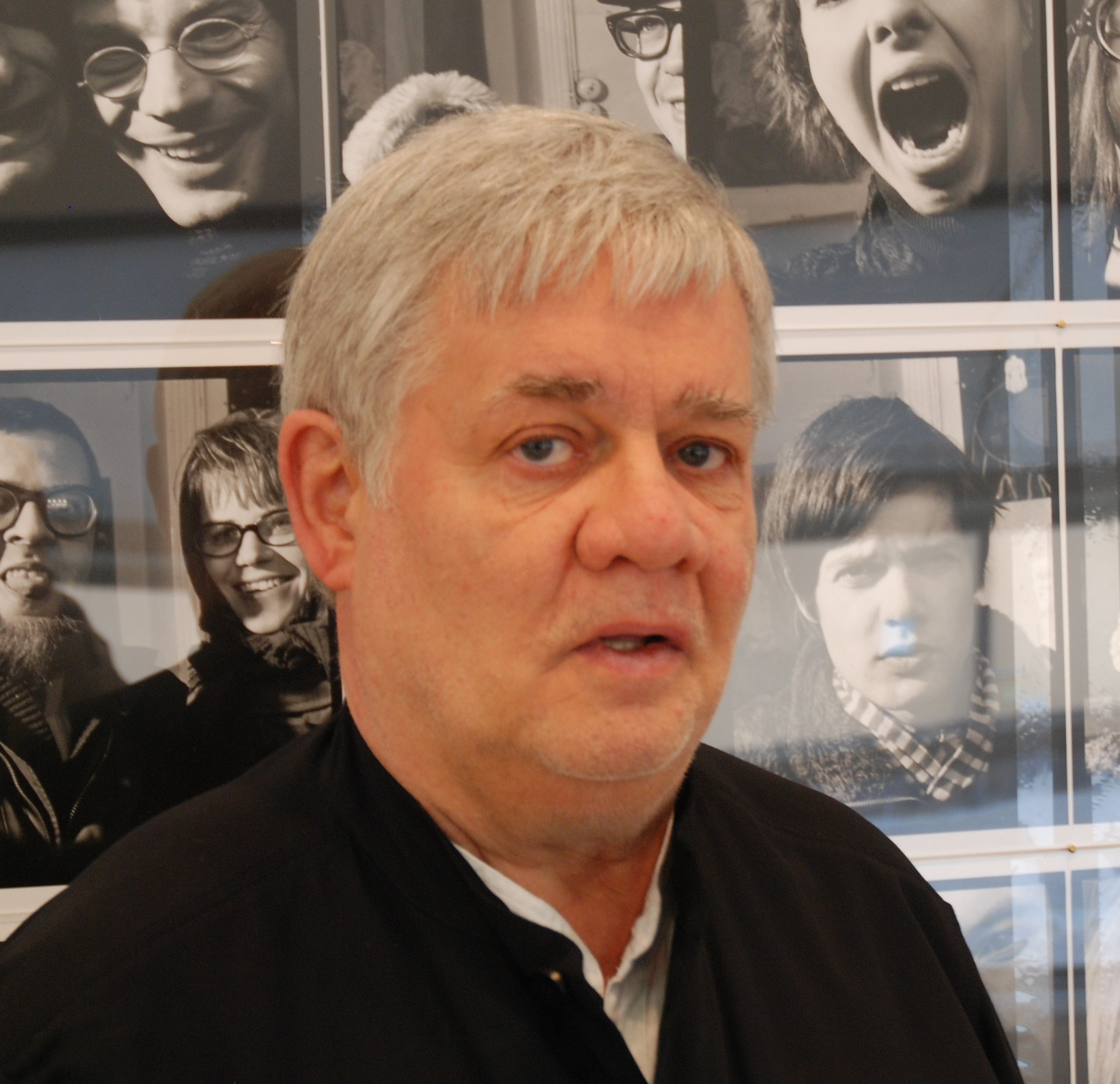
Konstnären Carl Johan De Geer (2011) ansvarade för filmens scenografi.

För Tillsammans ville Moodysson skildra livet på 1970-talets Sverige med fokus på autenticitet i klädsel och inredning. De Geers bok Med kameran som tröst var en stor inspiration för Moodysson i utformningen av filmens scenografi. Han blev fascinerad av De Geers bilder från 1970-talet och hans kännedom om proggrörelsen, vilket ledde till deras samarbete för filmen. Moodysson betonade vikten av att utgå från platser och miljöer i sitt manusarbete: "Den här känslan är central för mig även när det gäller manuset som jag vill skriva. Jag vill helst börja med att gå in i en värld - jag börjar i en värld snarare än i någon bestämd premiss som det heter i alla manusläroböcker att man ska starta med. Jag börjar med platser och miljöer och med de människor som kan tänkas leva där." En annan inspiration för Moodysson var Lena Svedbergs politiska konstverk, som han betraktade som sin favoritbildkonstnär. Han kommenterade att det "är inte hennes politik som intresserar mig, snarare uppfattar jag den mest som irriterande, det är nåt annat, att allting är groteskt, tillvaron är sjuk men också komisk." De Geer har arbetat tillsammans med Svedberg på undergroundserien Puss, och det var efter utställningen Hjärtat sitter till vänster som ett nytt intresse för hennes bilder väcktes.
Filmteamet letade runtom i Trollhättan efter ett lämpligt hus som de skulle hyra som inspelningsplats för stora delar av filmen. Huset skulle vara "en stor träkåk som skulle ha plats för ett helt kollektiv, ligga i ett normalt villaområde men helst vara naturligt sliten." Valet föll slutligen på ett gammalt tvåvåningshus på Kungsportsvägen 16 i stadsdelen Hjulkvarn nordost om Trollhättans centrum. När Moodysson besökte huset för första gången beskrev han den som "nästan obeskrivligt sjavigt" och att det påminde honom om den fiktiva seriemördaren Buffalo Bills hem i skräckfilmen När lammen tystnar (1991). Ägaren av huset, som planerade att göra om det till ett ungkarlshotell, hade en hyresgäst som skulle vräkas, men som ändå inte ville att Moodysson skulle filma där utan att först rusta upp huset. Efter en tid kunde filmteamet övertyga hyresgästen om att de var ute efter husets sunkiga utseende.
Att skapa filmen Tillsammans krävde ett omfattande researcharbete, särskilt när det kom till dess scenografi och skildring av livet i ett kollektiv. Moodysson ville skapa en fördjupande upplevelse där det nedslitna huset på Kungsportsvägen 16, som omfattade tio rum, skulle vara mer än bara en kuliss. All inredning och rekvisita i huset skulle vara autentiska och funktionella, vilket innebar att skådespelarna kunde laga mat i husets kök och sova i dess sängar. På tomten fanns även en potatisodling, en komposthög, klädstreck och utplacerat skräp på huskanterna. I en intervju i Sköna hem från 2007 såg De Geer tillbaka på sitt arbete:
| ” | Regissören Lukas Moodysson ansåg att filmscenografin var till för skådespelarna. De skulle förföras av inredningen och på så sätt leva sig in i rollerna. Vi dammsög västkusten på 70-talsprylar: orangefärgade fåtöljer, mörkbrunt kakel, avokadomurriga kylskåp, svarta tapeter, olivgröna vaxdukar [...] Ingen ville ha dem, allt vräktes bort. | „ |

De Geer var extremt noggrann med olika detaljer i scenografin och använde flera av sina egna tillhörigheter som rekvisita. Till exempel placerade han samtliga böcker i kollektivhusets bokhyllor, som alla var publicerade före november 1975, hängde upp tidstypiska affischer på väggarna med politiska paroller som "Frihet åt Grekland", "USA mördare" och "Vägra värnplikt", samt placerade tuggummiförpackningar från 1970-talet på husets askkoppar. De Geer betonade att varje objekt i kollektivhuset var noggrant utvalt och placerat, så att inget i huset skulle bryta illusionen av ett levande bostadskollektiv. Han förklarade att skådespelarna skulle känna sig hemma i huset, som om det verkligen var deras egna sovrum och tillhörigheter. Denna noggranna scenografi bidrog till att skapa en realistisk filmmiljö, som spelade in viktig roll för såväl skådespelarnas insatser som för regissörens arbetsmetodik, även fast hela miljön och dess detaljer inte skulle synas i den färdiga filmen. Anna Westerståhl Stenport, professor i konstvetenskap vid University of Georgia, kommenterade att "konceptet med fullständig inlevelse bidrar till att illustrera filmens historiografiska premiss. Den fokuserar på (det svenska) hemmet, familjen och materialiteten hos platser och föremål, vars syfte är att ge en kommentar till ett historiskt ögonblick som är präglat av politiskt engagemang över klassgränser och världsregioner, inklusive Sveriges officiella och inofficiella stöd till solidaritetsrörelser i utvecklingsländerna."

#### Visuell komposition
För filmens estetiska stil tog Moodysson och filmfotografen Ulf Brantås inspiration från olika 1970-talsfilmer, i synnerhet John Cassavetes verk som Mordet på en kinesisk bookmaker (1976), där användningen av zoomobjektiv bidrog till en mer avslappnad atmosfär för skådespelarna. Moodysson värdesatte denna teknik, som han upptäckte under inspelningen av Fucking Åmål, för dess förmåga att bevara skådespelarnas uttryck och ge dem utrymme att agera mer spontant och äkta. Moodysson menade att skådespelarna blir på så vis mindre spända när de inte behöver förhålla sig till närbilder eller kritmarkörer i rummet, vilket han upplevde som särskilt påträngande och svårt under sin egen tid som regielev på Dramatiska Institutet under 1990-talet. Han föredrog också att undvika att använda sig av handkameror, då han påpekade att de oftast gav skakiga bilder som kunde vara påträngande och överanvända. Det enda undantaget var i ett par scener i kollektivhuset, där man använde en handkamera för att kunna följa en skådespelare som går genom flera rum.
Ulf Brantås valde att spela in filmen i 35 mm film och använda sig av filmremsorna Kodak 800 ASA och 1600 ASA och långa zoomobjektiv. Om sitt arbetssätt kommenterade Brantås:
| ” | Mitt arbetssätt är att försöka vara så effektiv som möjligt och göra det ganska enkelt. Jag är inte särskilt intresserad av den tekniska sidan av saker och ting, jag ville bara arbeta, så jag är någorlunda mer nominell. Jag är mer intresserad av berättandet än av att skapa vackra bilder. | „ |

För ljussättningen använde sig filmteamet av redan existerande ljuskällor, även kallat "praktikablar", och kraftiga glödlampor placerades i lamporna för att uppnå rätt belysning. Lamporna blev då så pass starka att lampskärmarna ibland började fatta eld mellan tagningarna. I majoriteten av inspelningen valde Brantås att vid inomhusscener placera filmkameran i ett hörn på en tripod och använda inzoomning på skådespelarna, för att på så sätt kunna skapa en miljö där skådespelarna både kunde uttrycka sig och röra sig mer fritt och autentiskt. Om denna teknik i filmen kommenterade författaren Shohini Chaudhuri: "Varje filmkameramanual kommer berätta för dig att du inte ska överanvända dig av zoomningar, eftersom de kan bli påträngande. Men här så bekräftar zoomningen publikens närvaro som avlägsna observatörer, utan att den bryter den naturalistiska illusionen."
Under filmens hopp i tiden tillade man färgen rött vid upp- och nedtoningar av bilden. Chaudhuri förknippade detta estetiska färgval med kollektivhusets varma och ljusa färger, som kontrasteras i filmen med andra interiörers mestadels nedtonade och bruna färger. Författaren Andrew K. Nestingen noterade att filmen använder sig av estetiska kontraster mellan kollektivet och rollfiguren Fredriks borgerliga hem för att kunna "formulera sin politiska kritik".

### Inspelning
Filminspelningen skedde under fyrtio dagar från den 27 oktober till den 20 december 1999. Ursprungligen skulle filmen ha spelats in under sommaren 1999, men inspelningsstarten flyttades fram dels på grund av att manusarbetet drog ut på tiden, dels för att succén med Fucking Åmål innebar att Moodysson fick resa till premiärer och filmfestivaler runtom i världen. Huvuddelen av inspelningen skedde inomhus och runtom i tomten på Kungsportsvägen 16 i Trollhättanstadsdelen Hjulkvarn. Exteriörscener i Stockholm inspelades utanför Stockholms slott och Dramaten. Övriga scener i filmen inspelades i andra delar av Trollhättan och i grannstaden Vänersborg.
Vid inspelningen tillät Moodysson skådespelarna att ibland kunna ändra sina repliker, använda sig av improvisation och röra sig fritt i rummet, vilket skapade en mer naturlig atmosfär. Han såg också en skillnad mellan film- och teaterskådespeleri, av vilken den senare han oftast betraktade som mindre naturligt. Han föredrog ett mer avslappnat och realistiskt skådespel, något han ansåg vara problematiskt i både amerikansk och svensk filmtradition. Jessica Liedberg kommenterade sin upplevelse av inspelningen: "Lukas ägnade mycket tid åt att se till att huset där filmen utspelar sig i skulle vara äkta. Att atmosfären måste vara riktig. När man spelar in film får man oftast känslan av att taximätaren rullar. Så var inte fallet här. Det var en avslappnad stämning. Lukas jobbar snabbt och han är väldigt duktig på att skapa stämningar som skådespelarna kan arbeta i."

### Postproduktion
För klippningen av filmen arbetade Moodysson nära med Michał Leszczyłowski och Fredrik Abrahamsen. Han reflekterade att denna del av produktionen var ovanligt komplicerat till skillnad från hans tidigare produktioner och som krävde stora förändringar. Vissa scener skapades spontant under inspelningen, medan andra intressanta handlingar klipptes bort eftersom de inte fungerade i den färdiga filmen. Då filmen också skulle skildra flera historier samtidigt blev det svårt att få övergångarna mellan scenerna att kännas naturliga. Både Moodysson, Leszczyłowski och Abrahamsen märkte att även om många av scenerna fungerade bra var för sig, blev övergångarna för tvära när de sattes ihop, vilket gjorde att scenerna delvis dödade varandras effekt. Leszczyłowski menade att problemet låg på att filmen innehöll för många centrala rollfigurer:
| ” | I den här filmen finns det tolv huvudpersoner och det är det som är problemet. Var och en av scenerna var väldigt bra, men tillsammans tog de död på varandra. Så de sista två veckorna var en kamp för oss att få det rätt. Jag sa: Oroa dig inte, vi har bra scener och om de inte hänger så bra ihop så läggs de i fel ordning. | „ |

Moodysson reflekterade över att de kanske tog med för många scener, men han menade samtidigt att ingen scen i sig var dålig. Problemet enligt honom låg snarare i att de stack ut och inte passade in i filmens övergripande form. Han kommenterade att filmen innehöll "över 200 scener och i den första klippta versionen var den två och en halv timme lång. När det var som värst lovade jag mig själv att det var första och sista gången jag gjorde så här."
För att korta ner filmens längd krävdes flera kompromisser, där en bredare översikt av världen skulle gå före detaljer och känslomässig kraft. Moodysson nämner också att de ändrade ordningen på scenerna från manuset till den slutliga filmen. Exempelvis att den första scenen i filmen, där kollektivet firar nyheten om Francos död, var ursprungligen placerad i mitten av manuset. Moodysson övervägde också att ge varje rollfigur sin egen filmsekvens, men när detta testades insåg han att det inte fanns tillräckligt med överraskningar mellan rollfigurernas historier, vilket gjorde det till en upprepning av samma händelser. Bland de extrascener som klipptes bort från filmen var en scen där rollfiguren Erik kissar på Dramatens trappuppgång, en där Tet och Stefan leker slalom inomhus och tävlar om att få vara Ingemar Stenmark, och en där Lena läser Veckorevyn men låtsas plugga bildanalys.

## Musik
Filmens soundtrack inbegriper olika licensierade låtar inom genrerna pop, progressiv rock och progg. Flera av soundtrackets låtarna är diegetiska i filmen, då rollfigurerna spelar flera låtar antingen på en grammofon i kollektivet eller på en bärbar kassettbandspelare och kommenterar ibland om dem. Ett undantag var Abba:s låt "SOS", som Moodysson ville använda som filmens ledmotiv på grund av dess allvarliga och sorgliga tema om uppbrott. Han hyste under produktionen en viss oro för att låtens nostalgivärde skulle förstöra filmens seriositet. I slutändan ansåg han att låten fungerade väl eftersom den kunde knyta ihop början och slutet av filmen.
| 1.           | SOS                                        | Benny Andersson, Björn Ulvaeus och Stikkan Anderson | Abba                                                                                                | 3:21  |
| 2.           | Minnesstund                                | Björn Olsson                                        | Björn Olsson                                                                                        | 7:58  |
| 3.           | Caddo Queen                                | Troy Seals, Will Jennings och Mentor R. Williams    | Maggie Bell                                                                                         | 3:05  |
| 4.           | Vem kan man lita på?                       | Mikael Wiehe                                        | Hoola Bandoola Band                                                                                 | 4:17  |
| 5.           | Här kommer natten                          | Pugh Rogefeldt                                      | Pugh Rogefeldt                                                                                      | 3:36  |
| 6.           | Jag vill ha en egen måne                   | Ted Gärdestad och Kenneth Gärdestad                 | Ted Gärdestad                                                                                       | 3:17  |
| 7.           | Paddy Fields No. 1                         | Tony Hung                                           | Tony Hung                                                                                           | 3:10  |
| 8.           | Onådens år                                 | Peps Persson                                        | Peps Blodsband                                                                                      | 7:13  |
| 9.           | Love Hurts                                 | Boudleaux Bryant                                    | Nazareth                                                                                            | 4:14  |
| 10.          | It's Only Love                             | International Harvester                             | International Harvester                                                                             | 1:40  |
| 11.          | Så mycket bättre                           | Ted Gärdestad och Kenneth Gärdestad                 | Ted Gärdestad                                                                                       | 3:55  |
| 12.          | De svarta ryttarna/Flykten till vadstället | Bo Hansson                                          | Bo Hansson                                                                                          | 4:07  |
| 13.          | Första vandringen                          | Bo Hansson                                          | Bo Hansson                                                                                          | 3:30  |
| 14.          | I Elronds hus/Ringen vandrar söderut       | Bo Hansson                                          | Bo Hansson                                                                                          | 4:42  |
| 15.          | Jorden, Vinden, Fuglerne                   | Ulla Tvede Eriksen                                  | Ulla Tvede Eriksen                                                                                  | 3:10  |
| 16.          | Fandango                                   | Anne Linnet                                         | Anne Linnet                                                                                         | 5:24  |
| 17.          | Hanna från Arlöv                           | Ulf Dageby                                          | Nationalteatern                                                                                     | 3:39  |
| 18.          | Morning Stroll                             | Tony Hung                                           | Tony Hung                                                                                           | 3:10  |
| 19.          | Vi är många                                | Gunnar Edander och Wava Stürmer                     | Marie Selander, Lise-Lotte Nilsson, Ulla Sjöblom, Lottie Ejebrant, Annicka Kronberg och Ewa Fröling | 3:43  |
| 20.          | Song                                       | Turid Lundqvist                                     | Turid                                                                                               | 4:31  |
| 21.          | Come Give Me Love                          | Ted Gärdestad och Kenneth Gördestad                 | Ted Gärdestad                                                                                       | 3:26  |
| Total längd: | Total längd:                               | Total längd:                                        | Total längd:                                                                                        | 85:08 |

## Distribution

### Marknadsföring
Filmprojektet avslöjades av Lars Jönsson och Memfis Film den 8 juni 1999 i samband med en presskonferens i Film i Västs huvudkontor i Trollhättan, där man även avslöjade Lars von Triers musikalfilm Dancer in the Dark (2000) och Ulf Malmros dramakomedifilm Den bästa sommaren (2000). Vid inledningen av filminspelningen i oktober 1999 skickade Moodysson ett pressmeddelande utformat som ett personligt brev, där han uppgav att han inte skulle ge några intervjuer under filminspelningens gång och inte heller lät någon av skådespelarna göra det.
Filmens marknadsföringsstrategi i Sverige skilde sig medvetet från den för Fucking Åmål. Istället för att använda sig av omfattande förhandsreklam, valde distributionsbolaget Sonet Film och Lars Jönsson att hålla en "anti-publicitetskampanj" där inga pressmeddelanden, fotografier eller intervjuer om filmen skulle publiceras i media förrän två veckor innan filmens premiär. Därefter genomfördes en "omfattande (och ganska kostsam) marknadsföringskampanj" som främst riktade sig mot "generationen som växte upp på 1970-talet, och deras barn som hade hört talas om (epoken) och som nu hade möjlighet att själva bevittna den."
Distributionsbolaget Metrodome, som förvärvade filmens visningsrättigheter i Storbritannien, använde sig av kreativa marknadsföringsmetoder för att locka uppmärksamhet. Bolaget skickade plastkotletter med biobiljetter till journalister och serverade en blandning av gröt och smörgåsbord på förhandsvisningar i bland annat London. Filmen fick en positiv respons i Storbritannien, där det vid tiden fanns ett ökat intresse för skandinavisk kultur, inklusive film, design och livsstil. Moodysson blev mer efterfrågad för intervjuer och filmen fick stor synlighet i nationell press i Storbritannien, särskilt eftersom den sågs som ett alternativ till amerikanska mainstreamfilmer.

### Premiär och filmfestivalturné
Filmens distribution ansvarades av distributören Peter Possne från Sonet Film, som satte filmens svenska biopremiär till den 25 augusti 2000 på 87 biografer. Filmen hade galapremiär i biograf Saga i Trollhättan den 18 augusti samma år, vilket följdes av en proggfest i Gärdet i Stockholm mellan 19 och 20 augusti. Galapremiären var mycket lyckad och filmen fick lovord av bland andra skådespelarna Claire Wikholm, Rebecca Liljeberg och Alexandra Dahlström.
Redan den 28 juli avslöjades att Tillsammans som enda skandinaviska film hade blivit antagen till 2000 års filmfestival i Venedig i sektionen "Cinema del presente" (Sv: Nutidens film). Filmen hade internationell premiär den 30 augusti i Venedig, där den fick ett varmt mottagande och stående ovationer av den italienska publiken och bland utländska journalister. Jönsson kommenterade att "när vi lämnade visningen i Venedig, där vi såg glada åskådare krama om varandra, då fick vi intrycket att (filmen) kommer att flyga bra". Den blev sedermera en av filmfestivalens mest uppskattade filmer. Filmen hade amerikansk premiär i augusti 2001, där Moodysson var på en marknadsföringskampanj i New York. Filmen visades även på filmfestivaler i New Mexico, Bratislava och Ghent. I mars 2001 visades den på Fäladsgårdens Guldpengsfestival i Lund.
Genom Jönssons och Aelbaek Jensens gemensamma bolag Trust Film Sales såldes filmens distributionsrättigheter till omkring fyrtio länder i olika kontinenter, inklusive till flera internationella distributionsbolag som tidigare hade köpt rättigheterna till Fucking Åmål. Metrodome satte filmens brittiska biopremiär den 13 juli 2001. Den 23 oktober 2000 förvärvade distributionsbolaget IFC Films filmens visningsrättigheter i USA och Kanada och satte filmens nordamerikanska premiär den 24 augusti 2001. I samband med filmens visning i Toronto International Film Festival såldes dess visningsrättigheter till Frankrike, Italien, Spanien, Belgien, Nederländerna, Schweiz, Brasilien och Australien.
Filmen släpptes på DVD den 11 april 2001 av SF Home Entertainment. En digitaliserad filmversion släpptes som blu-ray-utgåva, video on demand och på videostreamingtjänster av SF Studios den 23 augusti 2021. Filmen har visats flera gånger på SVT1, med sin första sändning den 27 december 2002, samt enskilda visningar på SVT2 den 16 oktober 2015 och på Cinemateket den 2 september 2019.

## Mottagande

### Kommersiell respons
Tillsammans blev en svensk kassasuccé och blev även 2000 års mest sedda film i Sverige. Fram till den 1 juni 2002 hade filmen sålt 882 277 biobiljetter i Sverige och spelat in totalt 61 499 267 kronor. Den passerade därmed Fucking Åmåls biosiffror, som under sin tid på bio i Sverige sålt 868 015 biljetter och spelat in 54 851 384 kronor. Tillsammans hamnade på sjätte plats över de mest sedda svenska biofilmerna i Sverige mellan åren 1993 och 2006, liksom på plats 40 över de mest sedda svenska biofilmerna mellan åren 1965 och 2022. Den hamnade på tolfte plats över de tjugo mest sedda skandinaviska biofilmerna i EU och USA mellan åren 1996 och 2000. Under sin premiärhelg i Sverige, 25–27 augusti, hade filmen lockat 65 000 besökare, en siffra som enligt Screen Daily motsvarade totalt 506 479 amerikanska dollar i inkomster. Efter sex veckor hade filmen intjänat över 4,5 miljoner dollar.
Under oktober 2001 rapporterades att filmen under året haft framgångsrika biovisningar i Storbritannien, Tyskland och Schweiz. Enligt databasen Lumiere som tillhandahålls av European Audiovisual Observatory hade filmen mellan 2000 och 2019 lockat sammanlagt 1 978 294 biobesökare i Europa, eller 1 129 094 biobesökare från 17 europeiska länder exklusive Sverige. Dessa inkluderar 224 650 från Tyskland, 193 639 från Norge, 159 697 från Storbritannien, 130 022 från Italien, 102 004 från Nederländerna, 93 860 från Tjeckien, 57 791 från Frankrike, 57 782 från Finland, 30 890 från Spanien, 19 417 från Danmark, 18 868 från Österrike, 16 871 från Belgien, 14 233 från Polen, 5 236 från Island, 3 263 från Ungern, 586 från Slovakien och 285 från Luxemburg.
I USA intjänade filmen omkring 1 miljon dollar, vilket ansågs vara en kommersiell framgång för en skandinavisk film i landet. Redan elva dagar efter filmens amerikanska premiär hade den intjänat över 500 000 dollar. IFC Films ställföreträdande marknadschef Bob Berney kommenterade att bolaget hade organiserat ett flertal förhandsvisningar av filmen, men att den egentliga anledningen till dess framgångsrika visningar var för att den hade fått ett flertal positiva omdömen av såväl amerikanska filmkritiker som biobesökare.

### Kritisk respons
Tillsammans fick övervägande positiva recensioner. På webbsidan Rotten Tomatoes har filmen betyget 90 procent baserat på 81 recensioner (på deras så kallade "Tomatometer") med ett genomsnittligt betyg på 7.2 av 10. Webbplatsens kritiska konsensus lyder följande: "Tillsammans lyckas vara både satirisk och varmhjärtad i sin inblick på invånarna hos ett bostadskollektiv, och som fångar tidsandan på ett framgångsrikt sätt." På Metacritic har filmen ett genomsnittsbetyg på 84 av 100, baserat på 29 recensioner. På Kritiker.se har filmen genomsnittsbetyget 4,2 av 5, baserat på 4 recensioner.
Filmen fick ett mestadels positivt mottagande av svenska recensenter. Annika Gustafsson från Sydsvenskan ansåg att Moodysson på ett framgångsrikt sätt skildrar ensamhet och individers kamp för gemenskap med ömsinthet och humor. Hon noterade även att filmens olika dramer har "ett liv och en rytm" tack vare Leszczylowskis klippning och Brantås kameraarbete. Jeanette Gentele på Svenska Dagbladet hyllade filmens humor och skådespel, liksom att dess scenografi och kostymdesign var noggrant utformade. Anders Hansson på Göteborgs-Posten jämförde filmen med Alain Tanners dramafilm Jonas – som blir 25 år 2000 (1976) och betraktade den som en värdig uppföljare till Fucking Åmål, med en godmodig och nostalgisk syn på 1970-talets kollektivistiska experiment. Bernt Eklund på Expressen ansåg att Moodysson med filmen lyckades balansera komedi och nostalgi utan att det kändes krystat, och skådespelarinsatserna, särskilt från barnen, lyftes fram som särskilt minnesvärda.
Mårten Blomkvist på Dagens Nyheter kallade Tillsammans för en betydande svensk film som framgångsrikt skapar samtida figurer och behandlar mötet mellan ideal och verklighet. Han ansåg dock att filmen led av bristande koncentration och dynamik i jämförelse med Fucking Åmål, liksom att dess bildurval ibland kändes klaustrofobiskt och repetitivt. Jan-Olov Andersson på Aftonbladet ansåg att Tillsammans var en mestadels underhållande och gripande film, men han påpekade vissa brister i dess karaktärsskildring och användning av förutsägbara karikatyrer och schabloner. Roger Wilson på Nöjesguiden hyllade filmens briljanta dialog och dess imponerande kombination av elak komedi och innerlig sentimentalitet, samtidigt som han ansåg att vissa rollfigurer kändes något ytligt skissade. Britta Svensson på Expressen ansåg att Moodysson hade misslyckats med att fånga den verkliga essensen av 1970-talet och var besviken över att filmen inte förmedlade den allvarliga och farliga politiska aktivismen som präglade decenniet, utan istället framställer en mer ytlig och stereotyp bild av 1970-talets kultur och värderingar.
Bland andra nordiska och europeiska publikationer fick filmen mestadels positiva omdömen. Peter Bradshaw på brittiska The Guardian betraktade filmen som en humoristisk och rörande skildring av ett 1970-tals kollektiv, som framställer den absurda och sårbara sidan av kommunalt boende med både värme och kritisk blick. Henrik List på danska Berlingske såg filmen som en träffsäker och rolig 1970-tals satir med charm, hjärta och substans, där barnens perspektiv och upplevelser får särskilt stor sympati. Borghild Maaland på norska Verdens Gang ansåg att Moodysson lyckades kombinera kritiska betraktelser med en ömhet för rollfigurerna, vilket resulterade i både roande och rörande scener. Jan Distelmeyer på tyska Die Zeit ansåg att filmens rollfigurer är levande och nyanserade, och att filmen berör frågor om kärlek, politik och uppfostran på ett sätt som är både roande och tankeväckande. Gerlinda Heywegen på nederländska Filmkrant uppskattade filmens förmåga att fånga 1970-talets atmosfär och de subtila humoristiska ögonblicken, men att till skillnad från Fucking Åmål saknade filmen en stark avslutning eller klimax. Liv Jørgensen på norska Dagbladet ansåg att Moodysson inte riktigt lyckades förmedla något djupare budskap eller fullt utforska de konflikter och komplexiteter som filmen introducerar, vilket gjorde att slutresultatet kändes något för enkelt och tillrättalagt.
Filmen fick ett starkt mottagande av amerikanska publikationer. Owen Gleiberman på Entertainment Weekly kallade Tillsammans en charmig och humanistisk film som lyckades få publiken att känna sympati för rollfigurer de kanske inte ens tycker om. Han lyfte särskilt fram slutscenen som en av årets mest rörande ögonblick på film. Gunnar Rehlin från Variety tyckte att filmen på ett framgångsrikt sätt fångar idealismen och cynismen i 1970-talets svenska vänsterrörelse samtidigt som den kritiserar vuxnas egocentriska beteenden som påverkar barn negativt. Anthony Lane på The New Yorker hyllade filmens balansering av humor och dramatik i sin skildring av livet i ett svenskt hippiekollektiv på 1970-talet, där både invånarnas excentriciteter och deras uppriktiga gemenskap framhävs. Lane jämförde även den med Robert Altmans dramakomedifilm Nashville (1975) och betraktade dess kameraarbete som en hyllning till 1970-talets filmer och som en reflektion över mänsklig natur. Ed Gonzalez från Slant Magazine jämförde filmen med B.F. Skinners roman Walden två och ansåg att den på ett skickligt sätt utforskar komplexiteten hos ett bostadskollektiv och de spänningar som uppstår mellan individuella behov och gruppideal. Roger Ebert från Chicago Sun-Times uppskattade filmen för dess skickliga satir och humoristiska skildring av 1970-talets idealism och dess ofrånkomliga kollision med verkligheten.

### Utmärkelser
Tillsammans mottog flera utmärkelser och nomineringar efter sin premiär. Den tilldelades FIPRESCI-priset för bästa film vid Stockholms filmfestival. Filmen var nominerad till utmärkelsen European Discovery – Fassbinder Award vid European Film Awards 2000. Vid Guldbaggegalan 2001 var filmen nominerad till tre guldbaggar för bästa regi och bästa manus till Moodysson och bästa manliga biroll till Michael Nyqvist, men vann ingen av kategorierna.
| År   | Utmärkelse                                      | Kategori                              | Översättning                          | Mottagare       | Resultat  | Ref.    |
| ---- | ----------------------------------------------- | ------------------------------------- | ------------------------------------- | --------------- | --------- | ------- |
| 2000 | Gijón International Film Festival               | Best Director                         | Bästa regi                            | Lukas Moodysson | Vann      | [ 107 ] |
| 2000 | Gijón International Film Festival               | Best Script                           | Bästa manus                           | Lukas Moodysson | Vann      | [ 107 ] |
| 2000 | Gijón International Film Festival               | Best Actor                            | Bästa skådespelare                    | Michael Nyqvist | Vann      | [ 107 ] |
| 2000 | Gijón International Film Festival               | Special Prize of the Young Jury       | Ungdomsjuryns pris för bästa film     | Lukas Moodysson | Vann      | [ 107 ] |
| 2000 | Gijón International Film Festival               | Grand Prix Asturias                   | Bästa film                            | Lukas Moodysson | Nominerad | [ 107 ] |
| 2000 | Ghent International Film Festival               | Best Director                         | Bästa regi                            | Lukas Moodysson | Vann      | [ 107 ] |
| 2000 | Ghent International Film Festival               | Grand Prix                            | Bästa film                            | Lukas Moodysson | Nominerad | [ 107 ] |
| 2000 | Stockholms filmfestival                         | FIPRESCI-priset för bästa film        | FIPRESCI-priset för bästa film        | Lukas Moodysson | Vann      | [ 104 ] |
| 2000 | Fédération Int'l de la Presse Cinématographique | Best film                             | Bästa film                            | Lukas Moodysson | Vann      | [ 107 ] |
| 2000 | European Film Awards                            | European Discovery – Fassbinder Award | European Discovery – Fassbinder Award | Lukas Moodysson | Nominerad | [ 105 ] |
| 2001 | Guldbaggegalan                                  | Bästa regi                            | Bästa regi                            | Lukas Moodysson | Nominerad | [ 106 ] |
| 2001 | Guldbaggegalan                                  | Bästa manus                           | Bästa manus                           | Lukas Moodysson | Nominerad | [ 106 ] |
| 2001 | Guldbaggegalan                                  | Bästa manliga biroll                  | Bästa manliga biroll                  | Michael Nyqvist | Nominerad | [ 106 ] |
| 2001 | Alpe d'Huez International Comedy Film Festival  | Grand Prix                            | Bästa Fiilm                           | Lukas Moodysson | Vann      | [ 107 ] |
| 2001 | Cine Las Americas International Film Festival   | Audience Award                        | Publikpriset                          | Lukas Moodysson | Vann      | [ 107 ] |
| 2001 | Taos Talking Pictures Film Festiva              | Taos Land Grant Award,                | Taos Land Grant Award,                | Lukas Moodysson | Vann      | [ 107 ] |
| 2001 | Paris Film Festival                             | Special Jury Prize                    | Juryns pris                           | Lukas Moodysson | Vann      | [ 107 ] |
| 2001 | Paris Film Festival                             | Grand Prix                            | Bästa film                            | Lukas Moodysson | Nominerad | [ 107 ] |
| 2001 | Festróia - Tróia International Film Festival    | Best Director (Silver Dolphin)        | Bästa regi (Silverdelfinen)           | Lukas Moodysson | Vann      | [ 107 ] |
| 2001 | Festróia - Tróia International Film Festival    | Golden Dolphin                        | Gulddelfinen                          | Lukas Moodysson | Nominerad | [ 107 ] |
| 2001 | Mamers en Mars                                  | Special Jury Prize                    | Juryns pris                           | Lukas Moodysson | Vann      | [ 107 ] |
| 2001 | Austin Film Festival                            | Audience Award                        | Publikpriset                          | Lukas Moodysson | Vann      | [ 107 ] |
| 2001 | Seattle International Film Festival             | New Directors showcase award          | Bästa film                            | Lukas Moodysson | Vann      | [ 107 ] |
| 2001 | Amandaprisen                                    | Best Foreign Feature Film             | Bästa utländska film                  | Lukas Moodysson | Nominerad | [ 108 ] |
| 2002 | New York Film Festival                          | Stony Award                           | Bästa utländska film                  | Lukas Moodysson | Vann      | [ 107 ] |
| 2002 | Independent Spirit Awards                       | Best Foreign Film                     | Bästa utländska film                  | Lukas Moodysson | Nominerad | [ 104 ] |

## Teman

### Kollektivism och gemenskap
Tillsammans skildrar ett bostadskollektivs strävan efter frihet och jämlikhet i motsats till konventionella borgerliga normer och kapitalism. I en krönika på Dagens Nyheter skrev kulturskribenten Lars Linder att Tillsammans utforskar de politiska och sociala strömningarna i ett svenskt kollektiv, där rollfigurer som den snälle Göran och den principfasta Anna representerar tidens ideal och motsättningar. Filmen skildrar även de allvarligare aspekterna av 1970-talet, såsom radikalismens inverkan på relationer och individers självbild. En stark sida av filmen enligt Linder var dess balansräkning av 1970-talets försök att bryta konventioner och ta ansvar för världen, även om dessa försök oftast ledde till nya konflikter och problem. Michael Holden från The Guardian drog paralleller av filmen med dokusåpan Big Brother. Både Tillsammans och Big Brother speglar mänskliga beteenden och konflikter i kollektiva sammanhang, där idealism krockar med verklighet, och erbjuder en blandning av humor och drama.
Titeln Tillsammans har av vissa författare betraktats som ironisk, då flera av rollfigurerna i kollektivet tillbringar stora delar av filmen med att argumentera med varandra om politiska och personliga trivialiteter. Författarna Ken Dancyger och Jeff Rush ansåg att filmen använder en stor mängd rollfigurer för att genom olika perspektiv framhäva sin uppfattning att olycka oftast är människans grundtillstånd. Det finns ingen tydlig handling eller några verkliga antagonister i filmen. Båda poängterade att fienden i filmen visar sig vara rollfigurerna själva. Genom deras komiska och sorgliga aspekter ville Moodysson från en realistisk utgångspunkt illustrera hur människor kämpar med varandra och med sina egna inre konflikter. Författaren D.W. McKiernan skrev att filmen "på ett genetiskt sätt kan beskrivas som en tragikomedi. Den framställer sig själv som att den förlöjligar en eklektisk grupp kollektivmedlemmar som hyser antiborgerliga sedvanor. Filmen gör det däremot med mycket tillgivenhet för vissa av dem och en respekt för det nya kollektivets optimism."
Stenport kommenterade att filmen är starkt influerad av den svenska välfärdsstatens ideal, som etablerades fullt ut under 1970-talet och oftast associeras med metaforen om hemmet och familjelivet. Filmen återspeglar centrala principer från den socialdemokratiska välfärdsstaten, såsom jämlikhet, solidaritet och jämställdhet, och genom att låta dess handling centrera kring ett kollektiv lyfter den fram konceptet kring det svenska folkhemmet. Kollektivet representerar en mångfald av politiska åsikter inom socialismens eller socialdemokratins spektrum, men som betonar en mellangrundsagenda av kollektivism och gemenskap. Stenport menade att detta reflekterar Sveriges officiella politik under kalla kriget och specifikt under 1970-talet, där landet strävade efter en neutral "tredje väg" mellan två supermakter med radikalt olika ekonomiska och sociala system. Kalla krigets spänningar återspeglar, enligt Stenport, också i filmens rollfigurer: "De som inte ingår i en mellangrundspolitisk kollektivism utesluts i filmens slutscen, där en spontan vintermatch i fotboll, dominerad av pacifismens vita färg, gör en hyllning till socialt deltagande på bekostnad av fri marknadskonkurrens eller rigoröst planerad socialism." Författaren Andrew Light såg filmen i New York några veckor efter 11 september-attackerna. Han tyckte att filmen gav hopp och en känsla av gemenskap för både honom själv och för flera andra newyorkare, särskilt i en tid av kris och osäkerhet i USA. Han utvecklade att filmen på ett enkelt och tydligt sätt visade hur människor kan förenas och finna tröst i varandra trots sina olikheter och de problem de står inför.
Medieprofessorn Pietari Kääpä från University of Warwick kommenterade att Tillsammans illustrerar de inneboende motsägelserna och konflikterna inom den ekokritiska gemenskapen. Filmen visar hur ett hippiekollektiv bryts upp på grund av interna oenigheter om exempelvis materialism och kapitalistiska influenser, vilket speglar liknande diskussioner inom ekokritiska studier. Trots att medlemmarna i kollektivet delar vissa grundläggande ideal, finns det olika nivåer av engagemang och extremism som ger grogrund för friktion och konflikter. Detta paralleller ekokritikens utmaningar där idealism och interna stridigheter är närvarande, men där det ändå finns en strävan efter att påverka och bidra till en bredare samhällsförändring.

### Identitet och genusroller
Författaren Sven Hansell ansåg att Tillsammans belyser de utmaningar och motsägelser som uppstår när ideal om fri kärlek och kollektivt beslutsfattande möter verklighetens praktiska problem och individuella begär, samt hur dessa olika familjesystem påverkas och förändras av sina respektive maktstrukturer och kärleksmönster. Filmen utforskar och kritiserar traditionella familje- och genusroller genom att visa ett kollektiv där olika sexuella identiteter och genusidentiteter accepteras och bejakas. Filmen framställer detta kollektiv som en plats för experimentell familjebildning och kärlek, där man strävar efter jämlikhet och gemenskap, samtidigt som den belyser de sociala konstruktionerna kring genusidentitet och den potentiella mångfalden av identiteter. Vidare konstaterade Hansell att Moodysson genom filmen vill visa att förändring är möjlig och nödvändig genom att lyssna på den inre rösten istället för att följa konsumistiska drifter. Filmen skildrar hur individer, särskilt barn som Eva, kämpar för att finna sin egen identitet och frihet i en värld där vuxnas begär och sociala normer oftast skapar konflikter och problem. Moodysson framhäver vikten av personlig integritet, respekt och valmöjligheter, och visar på behovet av att bryta med hegemoniska strukturer för att skapa ett mer humant och jämställt samhälle.
Ken Dancyger kommenterade att Moodysson använder empati och förakt för att forma sina rollfigurer och driva handlingen framåt. Moodysson visar mest empati för barnen i filmen, Eva och Stefan, som lider mest av splittringen mellan deras föräldrar Elisabeth och Rolf. Samtidigt innehåller filmen en mild kritik mot de vuxna rollfigurerna: Göran för sin idealism, Lena för sin promiskuitet, Anna för sin exhibitionism och Erik för sin stelhet och ilska. Dancyger ansåg dock att denna kritik inte är så stark att den berövar rollfigurerna deras charm, utan den finns där som en närvaro som bidrar till deras komplexitet.
Filmvetaren Thomas E. Wartenberg ansåg att en central poäng i filmen är att kön och sexuella preferenser är irrelevanta för intima relationer bland rollfigurerna, vilket utmanar traditionella uppfattningar om heterosexism. Filmen porträtterar ensamhet som det största hotet mot mänsklig lycka och föreslår att allt som hindrar människor från att finna gemenskap bör ifrågasättas och övervinnas. Wartenberg noterade också att även om filmen "har en tydlig politisk agenda – profeminism och anti-homofobi – så gör den narr av nästan alla. Vänsterns stelheter har visat sig vara både fåniga och barnsliga, som när exempelvis Signe och Sigvard lämnar kollektivet bland annat för att barnen har fått läsa Pippi Långstrump, som är kapitalismens stora redskap. Filmen attackerar politisk stelhet som skapar barriärer vars enda syfte är att göra människor olyckliga."

## Eftermäle
Tillsammans blev en oväntad succé som lockade en bred publik, inklusive många ungdomar, trots förväntningar om att den främst skulle attrahera äldre generationer. Professor Stenport skrev att filmen inte bara var hyllad som en underhållande feelgood-film, utan också som en social satir och en viktig historisk skildring av 1970-talets Sverige. Filmen mottogs som en delvis parodisk men ändå värdefull historisk redogörelse, som fyllde ett kulturellt vakuum om denna period både för yngre generationer och de som själva upplevt de politiska, sociala och sexuella rörelserna som filmen behandlar.
Moodysson var glad över de olika reaktionerna som filmen fick internationellt både på biografer och på olika Internetforum. Samtidigt kände han en viss besvikelse över att den uppfattades främst som en komedi, trots att han avsåg den som en symbolisk film med flera djupare lager. Han var osäker på om han lyckades med filmen och såg den som ett "missförstått barn". Han har uttryckt en slags ambivalens kring filmens mottagande och sin egen relation till den, vilket gör att han betraktade filmen som ett projekt som inte helt uppfyllde hans ursprungliga vision, men som ändå har en särskild plats i hans hjärta.
Jessica Liedberg kommenterade att hon efter filmens premiär fick flera positiva reaktioner från ungdomar för sin rollprestation, medan äldre personer oftast påpekade för henne att deras egna upplevelser från tiden skiljde sig från filmens framställning. Hon förklarade att filmen har resonans hos dagens ungdom på grund av dess teman om solidaritet och frigörelse, liksom att många unga kan känna igen sig i de problem som filmen tar upp, särskilt de som handlar om föräldrar som var politiskt engagerade men försummade sina barn på 1970-talet. Samtidigt upplevde hon att en specifik scen från filmen, där hennes rollfigur Anna är utan underbyxor, användes på ett sätt som skapade kontrovers och missförstånd. Trots att scenen hade en viktig funktion för att presentera rollfiguren och inte var avsedd att vara sexuell, valde svenska tv-nyheter att använda den för att skapa debatt, vilket skapade en mediestorm med Liedberg i centrum. Hon reflekterade över att valet av denna scen för att generera uppmärksamhet "säger lika mycket om vårt samhälle som filmen säger om 1970-talet. Vårt samhälle är otroligt fixerat på kön och försöker reducera allt till sex."
Filmen gjorde bra ifrån sig i både USA och Storbritannien och fanns med på flera amerikanska filmkritikers topplistor. Den hamnade på första plats i The Guardians prenumeranters val över 2001 års bästa filmer. Den hamnade på tredje plats i Entertainment Weeklys lista över 2001 års bästa filmer. Journalisten Jeanette Gentele på Svenska Dagbladet och The Guardian-redaktören Sarah Crown hyllade Tillsammans som en av deras favoritfilmer. På den brittiska tidningen Empires lista från november 2008 över historiens 500 bästa filmer ligger Tillsammans på plats 303.
Tillsammans sattes upp som teaterpjäs år 2011 på den finlandssvenska Teater Viirus i Helsingfors. Under hösten 2021 sattes en pjäs baserad på filmen upp på Värmlandsteatern i Karlstad.

### Nyinspelning
Under februari 2002 avslöjades att en engelskspråkig nyinspelning av Tillsammans var under produktion, och att den skulle inspelas i Los Angeles med en mestadels amerikansk skådespelarensemble. Filmprojektet leddes av producenten Elizabeth Karlsen från det brittiska produktionsbolaget Number 9 och producenterna Elinor Day och Rebecca Yeldham från det brittiska produktionsbolaget FilmFour, medan Moodysson, Lars Jönsson och FilmFours VD Paul Webster skulle arbeta som exekutiva producenter. Moodysson själv hyste intresse för nyinspelningen: "Jag tycker att det skulle vara intressant att se hur en sån här film kommer hanteras i USA, av sociologiska skäl om inte annat. Jag tror det kommer att bli intressant." I mars 2003 rapporterades att manusförfattaren Nicole Holofcener och regissören Miguel Arteta arbetade med nyinspelningen. Under 2009 skrev Arteta manuset till filmen, som skulle skildra lesbiska mammor som bor i grannskapet Echo Park i Los Angeles. I februari 2011 meddelade Arteta att han övergav filmprojektet som en följd av premiären av dramakomedifilmen The Kids Are All Right (2010), som var en av de första amerikanska mainstream-filmerna som skildrar ett lesbiskt familjeliv.

### Uppföljare
Den 22 maj 2022 släppte Film i Väst ett pressmeddelande om att Moodysson skulle regissera en uppföljare till Tillsammans, under titeln Tillsammans 99. Den utspelar sig år 1999, det vill säga 24 år efter första filmen, och nästan alla i det gamla kollektivet har gått vidare. Den gamla storfamiljen består nu endast av Göran och Klas. Då de känner sig ensamma föds idén om en återträff med de gamla kompisarna. Moodysson var länge tveksam till att göra en uppföljare, men han blev med tiden nyfiken på hur det hade gått för rollfigurerna i den tidigare filmen.
Projektet kom till stånd genom ett samarbete mellan Moodysson och flera av de ursprungliga skådespelarna, tillsammans med en ny generation av filmskapare och producenter. Förutom de nostalgiska aspekterna, ville Moodysson också utforska hur kollektivandan och samhällets ideal hade förändrats med tiden. Då Michael Nyqvist gick bort i juni 2017 uttryckte Moodysson att det kändes svårt att fortsätta med Tillsammans 99 efter Nyqvists bortgång, men han trodde att Nyqvist skulle ha velat att de fortsatte göra uppföljaren, och därför nämns hans rollfigur i filmen för att hedra hans minne. I filmen förekommer också nya rollfigurer spelade av David Dencik, Julia Heveus och Clara Christiansson Drake. Produktionsbolaget SF Studios valde att ersätta Ola Rapace med Jonas Karlsson för rollen som Lasse, och motiverade detta beslut med att det var viktigt att skådespelaren passar för rollen och var bra att arbeta med för att trygga en bra arbetsplats. Ola Rapace accepterade bytet och såg fram emot att se Karlssons tolkning av rollen. Filmen spelades in i det lilla samhället Trädet utanför Falköping.
Filmen hade världspremiär på Toronto International Film Festival (7-17 september 2023) i sektionen "Special Presentation" och hade svensk biopremiär den 13 oktober 2023. Filmen fick mestadels positiva recensioner, där flera recensenter och fans uppskattade återseendet med rollfigurerna från Tillsammans och hur filmen lyckades fånga förändringen i deras liv och ideal sedan 1970-talet. Vid Guldbaggegalan 2024 tilldelades Anja Lundqvist guldbaggen för bästa kvinnliga biroll, ett pris som Jessica Liedberg också var nominerad till, medan Gustaf Hammarsten var nominerad till guldbaggen för bästa manliga biroll. Moodysson tilldelades guldbaggen för bästa manus och han kallade utmärkelsen för en vinst både till Tillsammans 99 och till föregångaren Tillsammans.